# Sándor Büchler
Alexander Büchler, también llamado Bűchler Sándor o Sándor Büchler (Fülek, 24 de septiembre de 1869, - Auschwitz, julio de 1944) fue un conocido rabino, erudito y educador húngaro, asesinado por el régimen nazi en el campo de concentración de Auschwitz.
Era hijo del rabino Phineas Büchler de Moór, un famoso talmudista. Se educó en el gymnasium de Székesfehérvár y en la universidad y el seminario de Budapest. Terminó su  Ph.D en 1893, y fue ordenado como rabino en 1895. En 1897 fue llamado a Keszthely.

## Obras literarias
Las obras de Büchler incluyen ensayos sobre la historia de los judíos en Hungría, publicado en el "Magyar Zsidó Szemle" y la "Österreichische Wochenschrift", y los siguientes libros:
- "Niederlassungen der Juden in Europa im XVI. Und XVII. Jahrhundert, mit Besonderer Rücksichtauf Ungarn", Budapest, 1893 (en húngaro);
- "Schay Lamoreh", "Kolel Miktebe Ḥakme Yisrael", Budapest, 1895 (en hebreo);
- "Historia de los Judíos en Budapest", 1901 (en húngaro)